# 乌拉尔航空178号班机事故
乌拉尔航空178号航班是一个从俄罗斯莫斯科州茹科夫斯基国际机场飞往克里米亚辛菲羅波爾國際機場的定期航班。2019年8月15日，一架由空中客车A321（注册编号：VQ-BOZ）执飞本航线的航班在茹科夫斯基机场起飞后不久遭受了鸟击，并在离机场几公里外的玉米地迫降成功。事件共造成29人受伤，机上所有人员幸存。

## 機組成員
該航班配有7名機組成員，兩名機師分別為41歲的機長尤蘇波夫，達米爾·卡西莫維奇，他畢業於布古魯斯蘭民航飛行學校（聖彼得堡國立民航大學）分校，於2013年加入該航空公司，事發前一年開始擔任機長，擁有超過4,000小時的飛行時數，副駕駛是23歲的穆爾津，格奧爾基·亞歷山德羅維奇2018年加入該航空公司，擁有600小時的飛行時數，五名空服員分別為31歲的座艙長德米特里·尼古拉耶維奇·伊夫利茨基、27歲的阿利亞·馬拉托芙娜·斯利亞卡耶娃、24歲的娜傑日達·帕夫洛芙娜·維爾希尼娜、24歲的亞娜·伊戈列夫娜·亞戈丁娜以及27歲的德米特里·尼古拉耶維奇·貢查連科。

## 事故
飞机在从莫斯科州茹科夫斯基国际机场起飞后不久便遭遇到鸟击。有乘客记录下了当时的情况，有一群海鸥撞击了飞机的两个CFM56-5引擎。第一次鸟击导致左引擎完全丧失推力，随后第二次鸟击使得发动机生产的推力不足以维持飞行，双发失效。飞行员達米爾·卡西莫維奇·尤蘇波夫（Юсупов, Дамир Касимович）和喬治·穆津（Георгий Мурзин）决定关闭两个引擎，并在离机场跑道几公里外的玉米地迫降。最终该机在离机场5.13公里外的玉米地裡成功迫降，机上人员全部幸存。55人在现场接受了医疗观察，29个人被送往医院，其中有23人受伤，6人需接受住院治疗。
在事故发生后不久，乌拉尔航空在Twitter上发布了一份声明，声明指出："在茹科夫斯基-辛菲罗波尔的U6178航班，从茹科夫斯基机场起飞时，有鸟群击中飞机发动机。该飞机进行了迫降，乘客和机组成员都没有受伤。"航空公司称赞了飞行员的专业性。

## 涉事飞机
事故所涉飞机是一架2004年出厂的空中客车A321-211，在百慕大注册，注册编号VQ-BOZ， 制造商编号2117，使用两台CFM56-5B3/P发动机。
该飞机原计划交付英國任我行航空公司（MyTravel Airways），其后因任我行航空拒绝接收，转而由塞浦路斯土耳其航空接收，注册编号TC-KTD。
2010年，该机所有权转给阿特拉斯环球航空，注册编号TC-ETR。
2011年，该机所有权转给Solaris航空，注册编号EI-ERU。 
2011年晚些时候，该机所有权转给乌拉尔航空。
这架飞机在本次事故中损坏严重，后被原地拆卸报废。这是A321第六次飞机全损报销事故。

## 调查
俄罗斯国际航空委员会（IAC）是俄罗斯负责调查民用航空事故的机构。

## 后续
2019年8月16日，俄罗斯总统普京宣布，将授予乌拉尔航空178号航班的机长和副机长“俄罗斯英雄”称号，其他机组乘员授予勇气勋章。普京还称赞了乌拉尔航空飞行员的训练质量。
這起事件改編成2023年俄罗斯電影《Na solnce, vdol' riadov kukuruzy》(英語：Emergency Landing)。